# 侯裕田
侯 裕田（こう ゆうでん、Hou Yutian、1829年 - 1865年）は、太平天国の指導者の一人。もとの名は管勝。
広東省嘉応州出身。もとは清の兵であったが、太平天国軍に捕えられ投降した。1858年に詳天燕に封ぜられ、1860年に詳天福に昇進した。さらに同年12月29日に詳天安に昇格した。1861年5月に詳天義に昇り、12月には忠誠二百十三天将に封ぜられた。その後も功績を立てて「森王」に至った。
天京が陥落すると、上海を経由して香港に逃れた。何雨田の変名で表面上は商売に従事していたが、実は再起をうかがって武器を密輸していた。清政府は侯裕田の動きを察知したが、香港政庁に侯裕田の身分を隠して、何雨田は海賊であるとして身柄の引き渡しを要求した。総督代理のウィリアム・トーマス・マーサーは要求に応じ、侯裕田は広州に送られた。1865年4月25日、広州で処刑された。のちに侯裕田の経歴が明らかになると、香港政庁は政治犯の引き渡しに関する国際法に違反したとして批判された。

## 侯裕田公館
侯裕田の執務所が常熟市山塘涇岸80—90号にあり、1982年11月に県文物保護単位に指定された。